# 克納彭山
47°26′57″N 10°28′13″E / 47.44917°N 10.47028°E

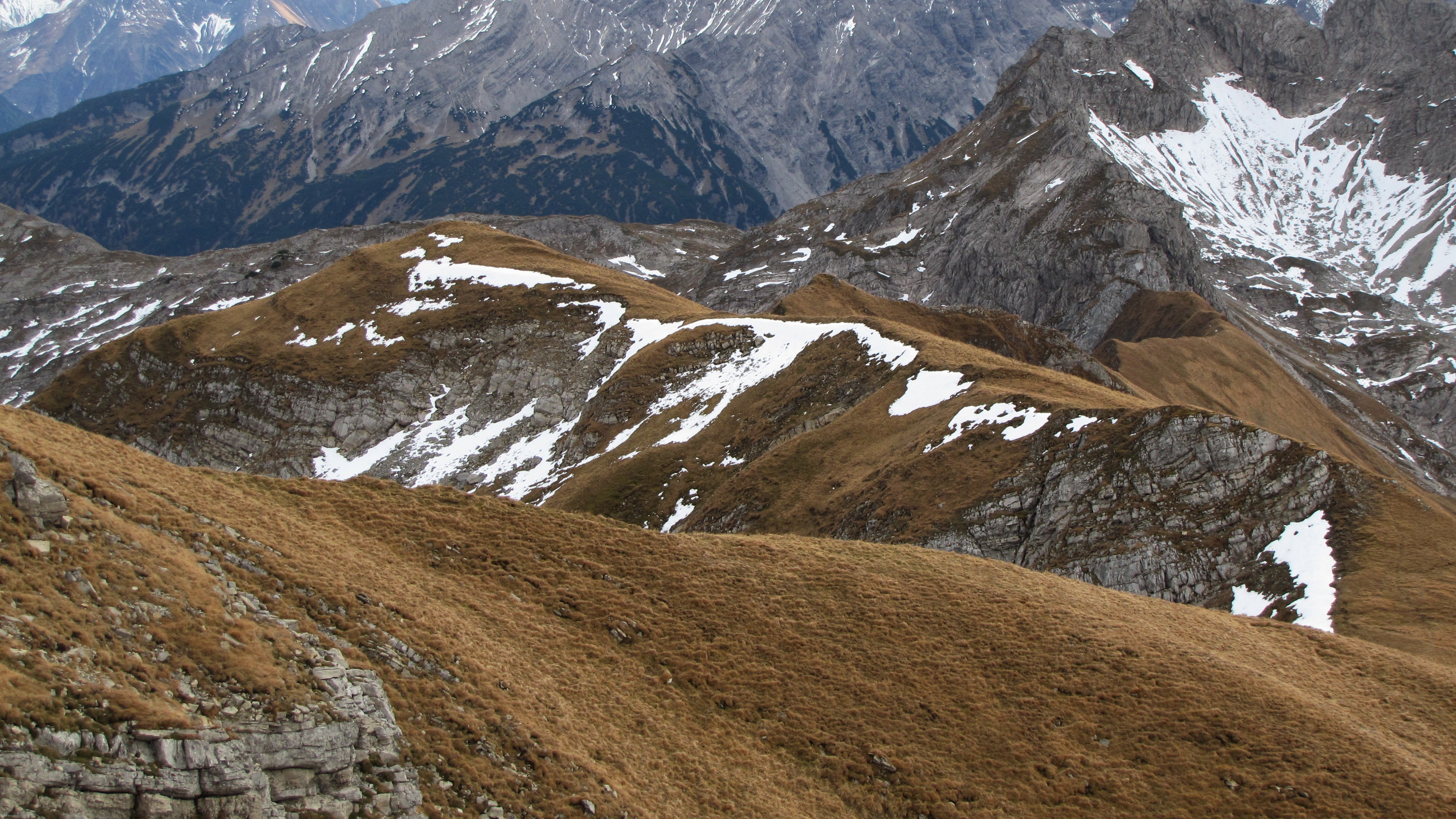

克納彭山（德語：Knappenkopf），是中歐的山脈，位於奧地利和德國接壤的邊境，屬於阿爾高阿爾卑斯山脈中維爾薩普塞山脈的一部分，海拔高度2,071米。